# Desiderio di Cahors
San Desiderio di Cahors (Albi, 580 – Albi, 15 novembre 665) è stato un aristocratico franco, membro della corte di vari sovrani della dinastia dei merovingi e infine vescovo di Cahors. È venerato come santo dalla Chiesa cattolica che ne celebra la memoria liturgica il 15 novembre.

## Biografia
Nacque da una nobile famiglia franca dell'Aquitania, che possedeva vaste estensioni di terreno nella regione di Albi.
Durante l'infanzia Desiderio era profondamente impressionato dall'atmosfera religiosa della sua famiglia. Il padre Salvio era un devoto cristiano e sua madre Herchenfresa una donna dotata di un serio sentimento religioso.

### A corte
Con due suoi fratelli Rustico e Siagro, Desiderio, ancora ragazzo, fu inviato alla corte del re dei Franchi, Clotario II (548 - 629), e con altri adolescenti di nobile famiglia ricevette un'elevata istruzione alla scuola palatina dei Merovingi, da dove nel VII secolo provennero molti vescovi.
Rustico si fece prete e poi divenne vescovo di Cahors; Siagro diventò conte del territorio di Albi e prefetto della città di Marsiglia; Desiderio si fermò a corte dove ricoprì l'importante incarico di tesoriere reale, ufficio che conservò fino all'avvento al trono del nuovo re, Dagoberto I (629 - 639), di cui divenne consigliere privato. Dopo la morte di Siagro (629), si dice che abbia ottenuto la prefettura di Marsiglia, ma questa notizia è incerta.
Fedele agli ammonimenti della madre, Desiderio condusse a corte lo stile di vita monastico, ed esercitò il suo incarico con grande dedizione.

### Vescovo
Nel 636 suo fratello, il vescovo Rustico di Cahors, venne assassinato e pertanto il clero e la popolazione della città acclamarono Desiderio come suo successore. Con una lettera dell'8 aprile, Dagoberto rese noto il suo consenso e Desiderio fu consacrato Vescovo di Cahors da san Sulpizio il Pio, vescovo di Bourges.
Fece uso delle sue intime relazioni con la Corte per gli interessi della sua Chiesa: come dimostrano le sue lettere, conservò un'operosa collaborazione con i più importanti vescovi del suo tempo, molti dei quali erano stati educati assieme a lui alla corte del re.
Fu uno zelante promotore della vita monastica e fondò un monastero nelle vicinanze di Cahors, la cui chiesa fu dedicata a sant'Amanzio. Successivamente il convento fu chiamato dal suo fondatore San Géry (cioè Dierius, da Desiderio).
Diresse anche un convento femminile, come possiamo dedurre da una lettera da lui scritta all'abbadessa Aspasia. Sotto la sua autorità e con il suo aiuto fu allo stesso modo fondato nella sua diocesi il monastero di San Pietro di Moissac.
Desiderio fu molto sollecito per la promozione della liturgia e per la perfezione della vita religiosa; fece costruire tre grandi basiliche all'interno e nei pressi di Cahors (Santa Maria, San Pietro e San Giuliano) e un oratorio in onore di san Martino.
Impose al clero una disciplina molto severa. Promosse anche lo sviluppo economico della città di Cahors, facendo costruire un acquedotto ed erigendo le mura e le torri che proteggevano la città. Desiderio persuase i nobili della sua diocesi a dare ricchezze in dotazione alle chiese e ai monasteri. Con il suo testamento (649 - 650) diede tutti i suoi possedimenti alla cattedrale, alle chiese e ai monasteri della sua sede episcopale. Mentre risiedeva nei suoi possedimenti terrieri nel distretto di Albi, si ammalò e morì nella sua villa di Wistrilingo, che era stata donata al monastero di Sant'Amanzio. Il suo corpo fu portato a Cahors e sotterrato nella Chiesa di Sant'Amanzio.
Possediamo una Vita di Desiderio scritta poco dopo la sua morte, una raccolta delle sue lettere e delle epistole a lui indirizzate, una sua Vita di san Sulpizio ed una narrazione delle leggende miracolistiche relative alla sua tomba.